# آگوست الکساندر لوون
آگوست الکساندر لِوون (به فنلاندی: August Alexander Levón) (۱۴ نوامبر ۱۸۲۰ - ۳۰ اوت ۱۸۷۵) تاجری فنلاندی بود. او اولین آسیاب بخار فنلاند را که ابتدا بر آسیاب کردن چاودار برای تولیدکنندگان نان تمرکز داشت، در سال ۱۸۴۹ راه‌اندازی کرد. این آسیاب آغاز تأسیس شرکت واسان و واسان، بزرگترین شرکت نانوایی در فنلاند و منطقه بالتیک، یکی از بزرگترین تولیدکنندگان نان ترد در جهان و تولیدکننده مهم محصولات نانوایی در شمال اروپا بود.
لِوون در راهه متولد شد. نام اصلی خانواده‌اش لینونن بود. او در سن ۱۹ سالگی به واسا آمد و در یک داروخانه شروع به کار کرد. لوون می‌خواست داروخانه خود را در شهر راه‌اندازی کند، اما اجازه این کار را نگرفت. به جای ادامه کار در داروخانه، صنعتگر شد.
لِوون یک کارخانه پنبه و یک شرکت حمل و نقل نیز تأسیس کرد. سهم او در پیشرفت صنعتی واسا و فنلاند بسیار قابل توجه است.